# Galon (kibuc)
Galon (hebr. גלאון; pol. Silna Fala) – kibuc położony w Samorządzie Regionu Jo’aw, w Dystrykcie Południowym, w Izraelu. Członek Ruchu Kibuców (Ha-Tenu’a ha-Kibbucit).

## Położenie
Kibuc jest położony na niewielkim wzgórzu w środkowej części Szefeli, w odległości około 20 kilometrów od Morza Śródziemnego. Przy wzgórzu przepływa strumień Guvrin, będący dopływem rzeki Lachisz. W jego otoczeniu znajdują się kibuce Gat, Bet Nir i Bet Guwrin, oraz moszawy Nachala i Sede Mosze.

## Demografia
Liczba mieszkańców Galon:

## Historia

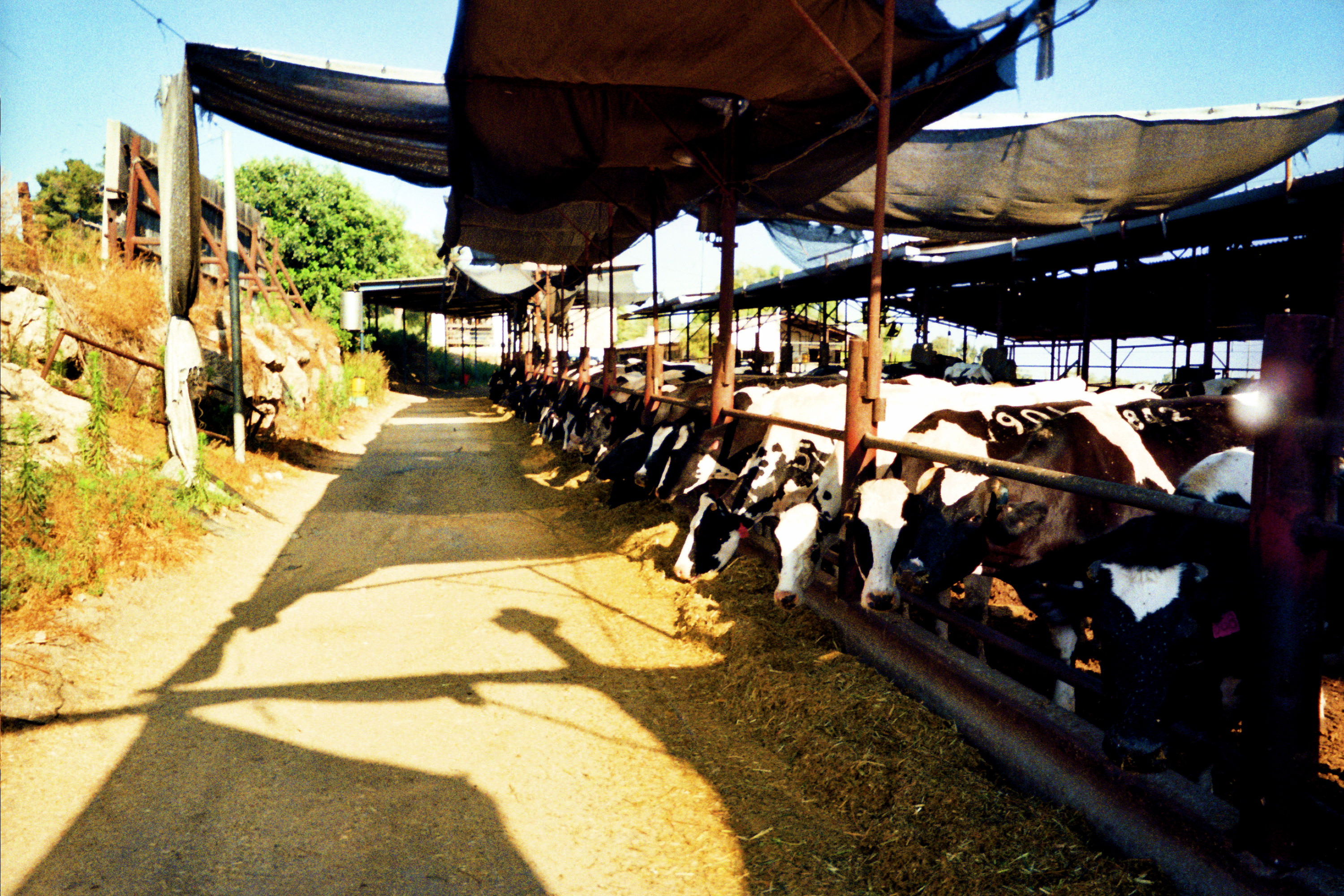
Hodowla bydła w kibucu Galon

Grupa założycieli kibucu przyjechała do Mandatu Palestyny w 1939. Byli to członkowie młodzieżowego ruchu syjonistycznego Ha-Szomer Ha-Cair, którzy przyjechali z Polski. Początkowo zamieszkali oni w kibucu En ha-Mifrac, w pobliżu Hajfy. Gdy grupa rozrosła się do trzydziestu osób, przeniesiono ją do osady Nes Cijjona, w której przeprowadzono szkolenie rolnicze. Członkowie grupy pracowali przy budowie lokalnej drogi i pomagali w pracach rolniczych. Sytuacja materialna grupy była jednak bardzo trudna, dlatego zwrócili się oni z prośbą o założenie własnej osady rolniczej.
Kibuc Galon został założony w nocy z 5 na 6 października 1946, jako jedno z jedenastu osiedli żydowskich utworzonych w północnej części pustyni Negew w ramach operacji „11 Punktów na Negewie” (hebr. הנקודות, 11 HaNekudot) realizowanej przez Agencję Żydowską. Ziemia została zakupiona przez Żydowski Fundusz Narodowy.
Podczas wojny domowej w Mandacie Palestyny (1947–1948) region kibucu był bardzo niebezpieczny. Dochodziło tutaj do licznych ataków na żydowskie konwoje. Na początku I wojny izraelsko-arabskiej w maju 1948 wojska egipskie podeszły na odległość 1 kilometra i usiłowały otoczyć kibuc. Obrońcy zdołali jednak odeprzeć wszystkie ataki i przez długi czas będąc w okrążeniu utrzymywali południową linię frontu izraelsko-egipskiego. Dopiero przeprowadzona w lipcu operacja An-Far umożliwiła Siłom Obronnym Izraela przerwać izolację Galon. Wysiedlono wówczas mieszkańców wszystkich okolicznych arabskich wiosek. Część ich ziem uprawnych weszła do kibucu Galon. Pod koniec października w kibucu utworzono wojskową bazę, z której wyprowadzono natarcie podczas operacji Jo’aw.
Po wojnie osiedliła się tutaj grupa ocalonych Żydów z Holocaustu, która przybyła do Palestyny w dniu 11 lipca 1947 na pokładzie statku „Exodus 1947”. W 1951 dołączyli do nich imigranci z Ameryki Północnej, a w późniejszych latach z Urugwaju. Przez długie lata rozwój osady był hamowany przez niewystarczające dla potrzeb rolnictwa dostawy wody. Na początku lat 90. XX wieku kibuc znalazł się w głębokim kryzysie ekonomicznym, co zmusiło jego członków do przeprowadzenia restrukturyzacji i częściowej prywatyzacji. Ustabilizowało to sytuację gospodarczą, ale miało niewielki wpływ na demografię.

### Nazwa
Nazwa kibucu jest połączeniem słów gal i on, które można przetłumaczyć na język polski jako silna fala. Symbolizuje ona ducha założycieli osady, którzy mieli odwagę osiedlić się na niegościnnej ziemi położonej pośrodku arabskich wiosek. W ich rozumieniu byli oni częścią „silnej fali” żydowskich osadników osiedlających się w Ziemi Izraela.

## Kultura i sport
W kibucu jest ośrodek kultury, boisko do piłki nożnej, korty tenisowe oraz basen kąpielowy.

## Turystyka
W rozwoju kibucu coraz ważniejszą rolę odgrywa obsługa ruchu turystycznego. Jest rozwijana baza noclegowa dla turystów. W pobliżu kibucu znajdują się stanowiska archeologiczne Tel Zajt i Tel Burna.

## Gospodarka
Lokalna gospodarka opiera się na rolnictwie, chociaż część mieszkańców kibucu dojeżdża do innych miejsc pracy w miastach. Uprawy rolnicze obejmują pszenicę, arbuzy i słoneczniki. W sadach uprawiane są owoce awokado i oliwki.
W kibucu hoduje się także bydło mleczne i rzeźne, oraz drób.
Od samego początku istnienia kibucu działała w nim fabryka narzędzi. Po wielu latach została ona zamknięta, a na jej miejscu powstała fabryka opakowań, którą również z czasem zamknięto. Następnie uruchomiono fabrykę wentylatorów i silników elektrycznych, nie zdołała ona jednak konkurować z tanimi produktami z Chin.

## Infrastruktura
W kibucu znajduje się ośrodek zdrowia, biblioteka, klub i sklep wielobranżowy.

## Komunikacja
Na zachód od kibucu przebiega autostrada nr 6, brak jednak możliwości wjazdu na nią. Z kibucu wyjeżdża się na południowy zachód na drogę nr 353, którą jadąc na zachód dojeżdża się do kibucu Gat, lub jadąc na północny wschód dojeżdża się do kibucu Bet Nir.